# Les Adieux de Télémaque et d'Eucharis
Les Adieux de Télémaque et d'Eucharis est une œuvre de Jacques-Louis David datée de 1818. Ce tableau peint pour le comte Franz Erwein von Schonborn-Wiesentheid durant la période d'exil de David à Bruxelles, évoque deux personnages du roman de Fénelon Les aventures de Télémaque inspiré de l'Odyssée d'Homère : Télémaque et Eucharis. Dernier tableau sur le thème du couple mythologique, il constitue un pendant de sa précédente toile L'Amour et Psyché. Il est exposé au J. Paul Getty Museum.